# Стерьовски, Миле
Миле Стерьовски (макед. Миле Стерјовски; англ. Mile Sterjovski; род. 27 мая 1979[…], Вуллонгонг, Новый Южный Уэльс) — австралийский футболист, полузащитник македонского происхождения; тренер. Игрок сборной Австралии, участник чемпионата мира 2006 года.

## Карьера

### Клубная
Воспитанник ФК «Вуллонгонг Вулвз». Начинал карьеру в этом клубе, продолжал её в «Вуллонгонг Юнайтед». Известность получил, играя за «Сидней Юнайтед» и «Парраматта Пауэр», установив рекорд чемпионата — 31 гол в 68 играх. В 2000 году перешёл в «Лилль», через 4 сезона подписал контракт со швейцарским «Базелем» на три года. Выиграл чемпионат Швейцарии в первый же год игры, во второй год выступлений дошёл до 1/4 финала Кубка УЕФА. Летом 2007 года перешёл в «Генчлербирлиги», свой первый гол забил 2 сентября в ворота «Фенербахче».
9 января 2008 аннулировал контракт по семейным причинам и 24 января перешёл в «Дерби Каунти». Дебютировал, выйдя на замену в игре против «Тоттенхэм Хотспур», которую «Дерби» проиграл 3:0. Выступал в клубе на правом фланге. В сезоне 2008/2009 часто выпадал из состава из-за решений Пола Джуэла, главного тренера, а после его отставки вернулся в состав. Всего же он забил 1 гол в 14 матчах. 11 июня 2009 вернулся в Австралию, подписав контракт с «Перт Глори».
6 июля 2012 было объявлено о его подписании контракта с «Сентрал Кост Маринерс» на 1 год.

### В сборной
Дебютировал в сборной в 2000 году в матче с шотландцами. Играл на чемпионате мира 2006. В ходе подготовки играл в матчах с Грецией и Лихтенштейном (Лихтенштейну забил свой первый гол). Также выступал на Кубке Азии 2007, но по состоянию здоровья отыграл только матч с Оманом. Также стал известен тем, что во время товарищеской встречи с Ганой забил гол, а на 85-й минуте был удалён за вторую жёлтую карточку. Всего же в активе Стерьовски 43 игры и 8 мячей за сборную.

## Семья
Жена Шэрон, дети Лука и Сонни.